# Макушева, Валентина Ивановна
Валентина Ивановна Макушева (3 мая 1937 — 14 января 2025) — советская и российская колхозница, политический деятель, депутат Верховного совета СССР (1979—1989). Всю жизнь проработала дояркой на ферме.

## Биография
Валентина Макушева родилась 3 мая 1937 года в деревне Пучнино Вологодской области (СССР) в семье колхозников. Когда началась война, её отец отправился на фронт и уже в сентябре 1941 года пропал без вести, трое детей остались сиротами.  
С десяти лет она начала трудиться на колхозных полях, а в шестнадцать стала дояркой. До 1970 года работа на ферме была исключительно ручная и крайне тяжёлая. У Валентины вначале было 17 коров под присмотром. Только в 1970 году на фермы в Анисимово начали поступать транспортеры и доильные аппараты, благодаря чему количество, обслуживаемых Валентиной увеличилось до 50. 
В 1971 году Валентину Ивановну наградили медалью «За трудовое отличие», в 1978 году она получила орден Трудовой Славы III степени. В 1979 году её избрали депутатом Верховного Совета СССР. Была депутатом два созыва, с 1979 по 1989 год.  
Первым значимым шагом Валентины Макушевой в качестве депутата стало посещение Министерства сельского хозяйства, где обсуждался вопрос о разведении айрширской породы коров в Чагодощенском районе. Именно в колхоз «Правда», где работала Валентина Ивановна, привезли первых представителей этой породы. Валентина Макушева исполняла свои депутатские обязанности в течение двух сроков, что составило восемь лет. Работа была непростой: требовались частые поездки в областной центр и даже в Москву для выполнения поручений избирателей, но при этом она продолжала трудиться на ферме и заботиться о своём доме и трёх детях. 
К 1990 году ей удалось достичь значительных успехов, увеличив средний удой молока от каждой коровы до 5438 килограммов. В 1992 году вышла на пенсию.    
До конца своих дней Валентина Ивановна жила в своем доме в деревне Оксюхово в Чагодощенском районе Вологодской области, возделывала огород, интересовалась жизнью района и людей. Скончалась 14 января 2025 года на 88 году жизни.  

## Награды
- Медаль «За трудовое отличие»[2]
- Орден Трудовой славы III степени[2]
- Орден «Знак Почета»[2]